# 바르셀로나 현대미술관

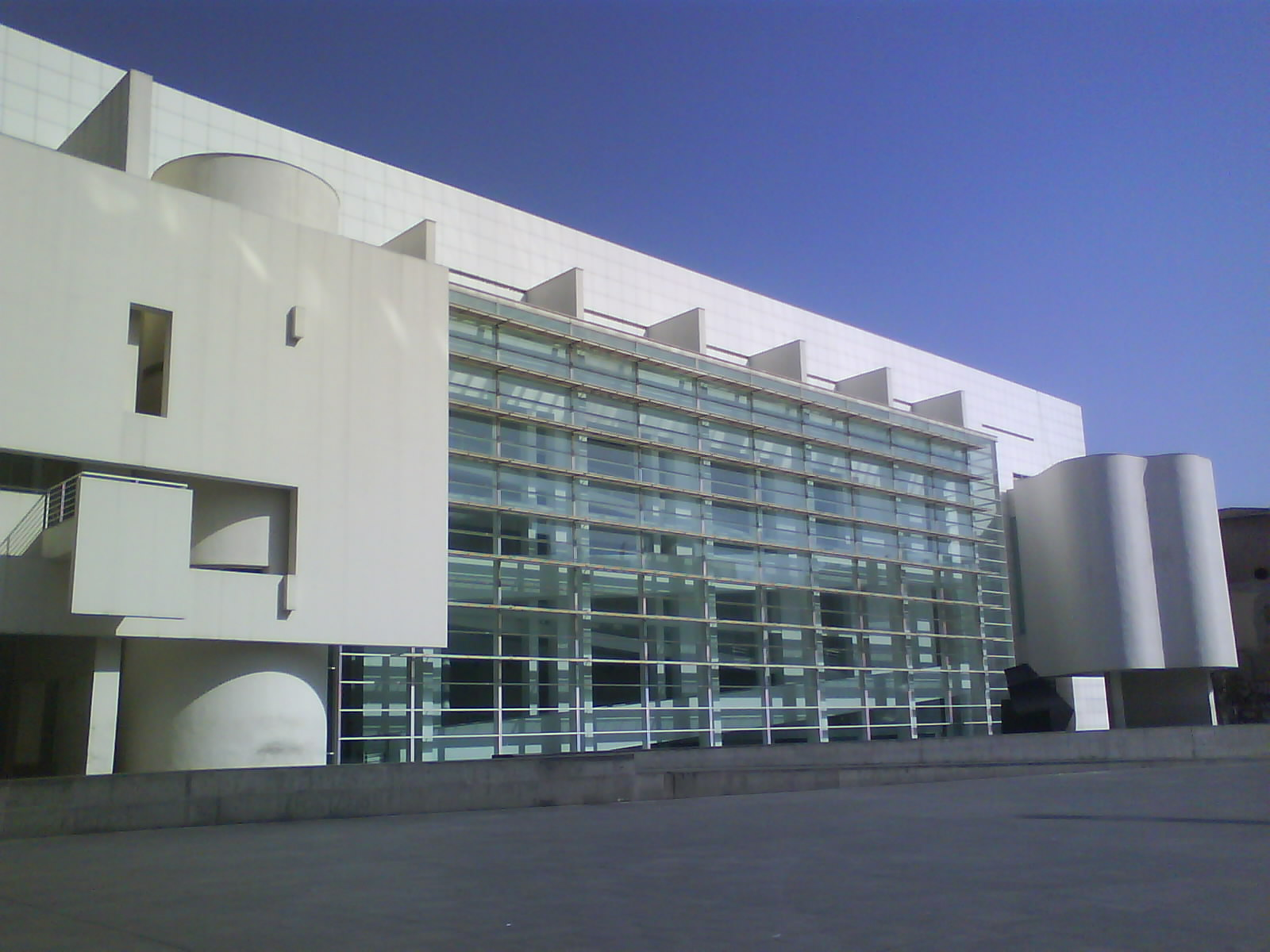
바르셀로나 현대미술관

바르셀로나 현대미술관(카탈루냐어: Museu d'Art Contemporani de Barcelona, 스페인어: Museo de Arte Contemporáneo de Barcelona, 약칭: MACBA)은 스페인 바르셀로나에 위치한 미술관이다. 1995년 11월 28일에 개관했으며 건축가 리처드 마이어가 설계를 맡았다.